# Rudolf I. (Stade)
Rudolf I. von Stade (* 11. Jahrhundert; † 7. Dezember 1124) war Graf von Stade und Markgraf der Nordmark (1106–1114).

## Leben
Rudolf war ein Sohn von Lothar Udo II. von Stade und Oda von Werl. 1106 wurde er Markgraf der Nordmark nach dem Tod seines Bruders Lothar Udo III. als Vormund für dessen Sohn Heinrich II.
1112 wurde er abgesetzt von Kaiser Heinrich V. als Gefolgsmann von Herzog Lothar von Sachsen. Neuer Markgraf wurde Helperich von Plötzkau. Im Juni 1112 wurde er rehabilitiert. 1114 gab er die Markgrafschaft an den volljährigen Heinrich II. ab. 1124 statteten Rudolf, seine Gemahlin Richgard und deren Blutsverwandter Meginhard von Sponheim das neue Kloster Sponheim mit Gütern aus. Ende jenes Jahres verstarb Rudolf am 24. Dezember.

## Ehe und Nachkommen
Rudolf war verheiratet mit Richardis (Richgard), Tochter von Hermann von Spanheim, Burggraf von Magdeburg.
Söhne und eine Tochter waren
- Udo IV. († 1130), Markgraf der Nordmark (1128–1130)
- Rudolf II. († 1144), Markgraf der Nordmark (1133)
- Hartwig († 1168), Erzbischof von Bremen
- Luitgard († 1152), 1. ⚭ Friedrich II. von Sommerschenburg, Pfalzgraf von Sachsen, † 1162 (Scheidung um 1144); 2.⚭ Erik III. Lam König von Dänemark, † 1146, 3.⚭ Graf Hermann II. von Winzenburg † 1152
- Richardis, Vertraute von Hildegard von Bingen